# Ivan Mitchenko
Ivan Mitchenko, né le 15 février 1960 à Leningrad, URSS, est un coureur cycliste soviétique. En quatre saisons de 1980 à 1983, il remporte plusieurs succès internationaux, et figure aux places d'honneur de nombreuses courses.

## Biographie
Ivan Mitchenko, bien que natif de Leningrad passe au centre de formation de  Kouibychev, avant d'intégrer l'équipe de l'URSS. Son parcours illustre le destin d'un champion soviétique, doué et stakhanoviste de la bicyclette, dont la carrière  cycliste fulgurante se trouve sans horizon, faute de pouvoir accéder au professionnalisme. La division en deux du cyclisme international jusqu'en 1989,  a sans doute privé de carrières d'excellents coureurs, mais aussi privé le sport cycliste d'éléments qui auraient pu influer sur son histoire. La carrière cycliste d'Ivan Mitchenko s'arrête alors qu'il n'a que 24 ans. Le boycott par son pays des Jeux olympiques de Los Angeles pénalisait la génération de sportifs dont il faisait partie.
Coureur au physique « classique » (1,75 m, 68 kg), Ivan Mitchenko est à l'âge de 18 ans champion du monde juniors en poursuite par équipes. C'est cependant sur route qu'il construit son palmarès. Mitchenko remporte en 1980 son premier succès en course internationale en Grande-Bretagne, dont le Tour amateurs, le Milk Race, est d'une longueur comparable au Tour de l'Avenir. L'affirmation de son "leadership" sur ses coéquipiers soviétiques se traduit au classement final: Ramazan Galaletdinov, deuxième est relégué à plus de six minutes, Sergueï Soukhoroutchenkov, troisième, est à plus de huit minutes... L'équipe soviétique remporte l'étape contre la montre par équipes, le classement final par équipes, est tous les autres classements individuels. L'année suivante il termine 3e de la Course de la Paix, brille au Circuit de la Sarthe qu'il termine à la seconde place, au Tour des Régions italiennes. Il est classé 5e des Palmes d'or Merlin Plage internationales. 

### Meilleur cycliste amateur mondial en 1982?
En 1982, il remporte les Palmes d'or internationales Merlin-plage, en ayant marqué des points par ses places obtenues dans quatre épreuves internationales, dont la première place du Tour des régions italiennes. Il lui manque toutefois une victoire dans un des deux "grands tours" ("Paix" ou "Avenir") ou dans un championnat mondial.

## Palmarès

### Palmarès sur route
- 1980
  - Milk Race[3] :
    - Classement général
    - 6eb (contre-la-montre par équipes) et 11e étapes
- 1981
  - 2e étape de la Course de la Paix
  - 3e étape du Circuit de la Sarthe
  - 4e et 6e étapes du Tour de Yougoslavie[4]
  - Vainqueur avec l'équipe d'URSS N° II de l'épreuve contre-la-montre par équipes du "Championnat militaire des Pays socialistes" (+ Sergei Krivocheev, Nikolai Kossariev, Nikolai Anissimov)
  - Gran Premio della Liberazione
  - 2e du Circuit de la Sarthe
  - 3e du Tour des régions italiennes
  - 3e de la Course de la Paix[5]
- 1982
  - Tour de Sotchi[6] :
  - Circuit de la Sarthe : 
    - Classement général
    - 1re et 2e étapes

  - Tour des régions italiennes :
    - Classement général
    - 4ea étape

  - 2eb étape du Tour de Tolède (contre-la-montre)
  - Prologue du Tour du Vaucluse
  - 5e de la Course de la Paix
- 1983
  - 1re étape du Ruban granitier breton

### Palmarès sur piste
- 1978
  -  Champion de monde de poursuite par équipes juniors (avec Alexandre Krasnov, Nikolaï Kouznetsov et Viktor Manakov)

## Récompense et distinction
- 1981
  - Maître des Sports (cyclisme) émérite de l'Union soviétique[7]
- 1982
  - Palmes d'or internationales du Trophée Merlin-Plage[8]